# Kermesia immaculata
Kermesia immaculata är en insektsart som beskrevs av Frederick Arthur Godfrey Muir 1927. Kermesia immaculata ingår i släktet Kermesia och familjen Meenoplidae. Inga underarter finns listade i Catalogue of Life.